# Sredorek (ort)
Sredorek (makedonska: Средорек) är en ort i Nordmakedonien. Den ligger i kommunen Dolneni, i den centrala delen av landet, 70 kilometer söder om huvudstaden Skopje. Sredorek ligger 601 meter över havet och antalet invånare är 141.